# Francesc Català i Sitges
Francesc Català i Sitges (Maó, 27 de desembre de 1748 - Manila, 25 de desembre de 1813) fou un mariner, capità de fragata i hidrògraf balear.
Fill del pilot de l'Armada Francisco Catalá i d'Isabel Rosa Sitges, tots dos naturals de l'illa de Menorca, va participar, sota el comandament de Vicente Tofiño de San Miguel, en l'aixecament de les cartes hidrogràfiques que haurien de servir de guia al tràfic marítim de la mediterrània. Així, entre els anys 1786 i 1787, s'encarregà dels treballs hidrogràfics a Mallorca i entre 1807 i 1808 en feu les rectificacions relatives a la Badia d'Alcúdia i la Badia de Pollença. També fou capità de fragata de la Companyia de les Filipines. Hi ha constància de la seva activitat com un dels primers pilots de carrera del Port de Maó ja des de 1765, i algunes fonts asseguren que va començar la seva tasca de pilor el 15 de juny de 1763. Va portar a terme diverses expedicions marítimes, entre les quals destaquen la de 1798 a Lima amb la fragata "Casualidad". També va fer tres viatges a Manila per encàrrec de la Companyia de les Filipines, en el darrer dels quals, el 1813, havia de trobar la seva mort. Entre els molts encàrrecs que va rebre destaca el de 1807 on se li encarregava la vigilància de tots els ports i caps des del Cap de Gata fins al Cap de Creus, i cloent-hi les Illes Balears.